# Улица Олькеницкого
Улица Олькеницкого (Олькенитского, тат. Олькеницкий урамы) — ныне не существующая улица в Вахитовском районе Казани.

## География
Улица почти полностью находилась на Фёдоровском бугре; начинаясь от его восточного края, пересекалась с улицей Пушкина и Крутым переулком, заканчиваясь пересечением с улицей Касаткина.

## История
Возникла на территории исторического района Верхнефёдоровская слобода, возникшего не позднее XVIII века, отсюда и её первое известное название – Односторонка Верхне-Фёдоровской (тат. Берьяклы Вирхни Фидырыфски урамы); «односторонкой» же улица называлась потому, что первоначально была застроена жилыми домами с одной стороны — другую сторону улицы занимал Фёдоровский монастырь. До революции 1917 года административно относилась к 1-й полицейской части; После введения районного деления в Казани относилась к Бауманскому району, Бауманскому и Вахитовскому районам, а с 1995 года — к Вахитовскому району.
2 ноября 1927 года улица была переименована в честь председателя Казанской губернской чрезвычайной комиссии Гирша Олькеницкого. В 1930-е годы Фёдоровский монастырь был снесён, участок сначала был передан товариществу «Красная Звезда», затем управлению милиции под постройку 300-квартирного дома, однако он не был освоен ни теми, ни другими, и долгое время на месте монастыря находился рынок. На 1939 год на улице имелось около 25 домовладений: №№ 1/28–15 по нечётной стороне и №№ 2/26–26/23 по чётной.
Бо́льшая часть улицы Олькеницкого была снесена в 1980-е годы для постройки на их месте казанского филиала Центрального музея В. И. Ленина; оставшаяся часть домов была снесена в 1990-е годы.

## Примечательные объекты
- Троице-Фёдоровский монастырь (снесён)

## Известные жители
- В разные годы на улице проживали математик Антон Жбиковский[12], деятель революционного движения Иван Чарушников, географ и этнограф, директор Казанского городского музея Бруно Адлер[13] и певец, народный артист ТАССР Ренат Ибрагимов[14].